# سایومی میچی‌شیگه
سایومی میچی‌شیگه (انگلیسی: Sayumi Michishige؛ زاده ۱۳ ژوئیهٔ ۱۹۸۹) یک موسیقی‌دان اهل ژاپن است. وی از سال ۲۰۰۳ میلادی تاکنون مشغول فعالیت بوده‌است.